# Joe Manganiello

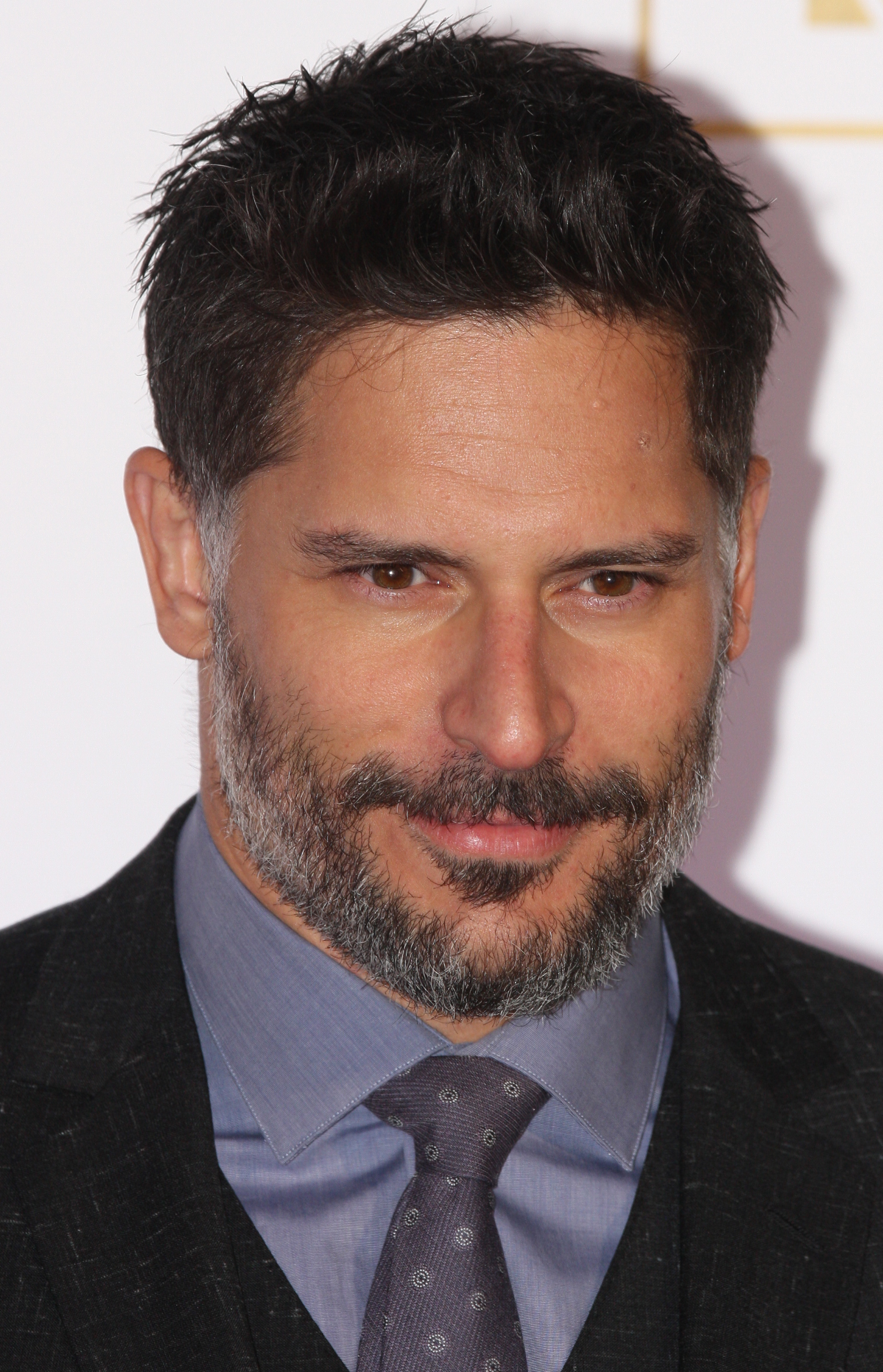
Joe Manganiello im Juli 2015 bei der Premiere von Magic Mike XXL

Joseph Michael Manganiello (* 28. Dezember 1976 in Pittsburgh, Pennsylvania) ist ein US-amerikanischer Filmschauspieler.

## Leben

### Frühes Leben
Joe Manganiello wurde als älterer von zwei Söhnen von Charles und Susan Manganiello in Pittsburgh geboren. Er wuchs mit seinem jüngeren Bruder Nicholas in Mount Lebanon, einer südwestlich von Pittsburgh gelegenen Kleinstadt in Allegheny County, auf. Manganiello hat sowohl italienische als auch armenische Wurzeln und gab in einem Interview bekannt, dass sein Großvater aus Österreich stammte. Seine Urgroßmutter war eine Überlebende des Völkermords an den Armeniern im Osmanischen Reich, bei dem ihr Ehemann sowie sieben ihrer Kinder ermordet wurden und ihr achtes Kind auf der Flucht verstarb.
Nach dem Besuch der St. Bernard School, einer katholischen Privatschule in Mount Lebanon, absolvierte Manganiello die Mt. Lebanon High School, an der er im Jahr 1995 seinen Abschluss erwarb. In seiner Jugend betrieb er viel Sport und war Captain der Schulmannschaften im Football, Volleyball und Basketball. Eine Knieverletzung, die Manganiello während eines Football-Spiels in der 10. Klasse erlitt, machte seine Pläne, im Profisport Fuß zu fassen, zunichte. Im Anschluss daran schrieb er sich an der Carnegie Mellon University in Pittsburgh ein, an der er Schauspiel studierte. Danach zog er nach Los Angeles, Kalifornien.

### Werdegang
1999 schrieb Manganiello das Drehbuch zu Out of Courage 2: Out for Vengeance, einem 28-minütigen Kurzfilm, den er nicht nur produzierte, sondern in dem er auch in einer Hauptrolle zu sehen war.
2002 stand er in der Rolle des Flash Thompson in Spider-Man vor der Kamera. Seit diesem Zeitpunkt konnte man Manganiello hauptsächlich als Gastdarsteller in Fernsehserien, darunter CSI: Den Tätern auf der Spur, Close to Home oder Scrubs – Die Anfänger sehen. 2007 übernahm er eine Hauptrolle in der Fernsehserie American Heiress, die jedoch bereits nach 64 Folgen eingestellt wurde. Größere Nebenrollen übernahm er zudem zwischen 2008 und 2010 in One Tree Hill und von 2006 bis 2009 und 2012 in der Sitcom How I Met Your Mother. Ab 2010 stand Manganiello für die Fernsehserie True Blood vor der Kamera.
Am 8. September 2016 bestätigte Geoff Johns Medienberichte, wonach Manganiello in dem von Ben Affleck inszenierten Film The Batman in der Rolle des Deathstroke zu sehen sein werde. Der Film Justice League erschien letztlich im Jahr 2017. Darin übernahm er die angekündigte Rolle in der Post-Credits-Scene.

### Privates
Nachdem er 2010 von der Fachzeitschrift People auf Platz 7 beim Ranking des Sexiest Man Alive gewählt worden war, belegte er 2011 in der Zeitschrift Men’s Health Platz 1 des Rankings des Best Summer Body of 2011. Heute unterstützt er zudem die Organisation Until There’s a Cure im Kampf gegen HIV und Aids. Er ist gut mit John Feldmann, dem Sänger der Band Goldfinger, befreundet. Als junger Mann war Manganiello Roadie auf der Tour der Band.
Ab Dezember 2014 war er mit Schauspielerin und Model Sofía Vergara verlobt. Die beiden heirateten am 22. November 2015 in Palm Beach, Florida. Im Juli 2023 gaben die beiden die Trennung voneinander bekannt.

## Filmografie (Auswahl)
- 1999: Out of Courage 2: Out for Vengeance (Kurzfilm)
- 2002: The Ketchup King
- 2002: Spider-Man
- 2006: CSI: Vegas (CSI: Crime Scene Investigation, Fernsehserie, Folge 6x22)
- 2006: Las Vegas (Fernsehserie, Folge 3x15)
- 2006: Close to Home (Fernsehserie, Folge 1x16)
- 2006: So noTORIous (Fernsehserie, 2 Folgen)
- 2006–2009, 2012: How I Met Your Mother (Fernsehserie, 7 Folgen)
- 2007: Scrubs – Die Anfänger (Scrubs, Fernsehserie, Folge 6x14)
- 2007: Emergency Room – Die Notaufnahme (ER, Fernsehserie, 4 Folgen)
- 2007: American Heiress (Fernsehserie, 64 Folgen)
- 2007: Spider-Man 3
- 2008–2010: One Tree Hill (Fernsehserie, 13 Folgen)
- 2008: Ehe ist… (’Til Death, Fernsehserie, 2 Folgen)
- 2009: Im Fadenkreuz 3 – Bis zum letzten Mann (Behind Enemy Lines: Colombia)
- 2009: CSI: Miami (Fernsehserie, Folge 7x19)
- 2009: Medium – Nichts bleibt verborgen (Medium, Fernsehserie, Folge 6x08)
- 2010: CSI: NY (Fernsehserie, Folge 6x12)
- 2010–2014: True Blood (Fernsehserie, 42 Folgen)
- 2011: Two and a Half Men (Fernsehserie, Folge 9x06)
- 2012: White Collar (Fernsehserie, Folge 3x13)
- 2012: Magic Mike
- 2012: Was passiert, wenn’s passiert ist (What to Expect When You’re Expecting)
- 2014: Sabotage
- 2015: Knight of Cups
- 2015: Tumbledown
- 2015: Magic Mike XXL
- 2016: Mom (Fernsehserie, Folge 3x11)
- 2016: Pee-wee’s Big Holiday
- 2017: Die Schlümpfe – Das verlorene Dorf (Smurfs: The Lost Village, Stimme)
- 2017: Justice League
- 2018: Rampage – Big Meets Bigger (Rampage)
- 2019: The Big Bang Theory (Fernsehserie, Folge 12x16)
- 2019: Bottom of the 9th
- 2019: Daybreak (Fernsehserie, Folge 1x6)
- 2020: The Sleepover
- 2020: Archenemy
- 2021: Zack Snyder’s Justice League
- 2021: The Spine of Night (Stimme)
- 2022: Metal Lords
- 2022: Mythic Quest (Fernsehserie, 2 Folgen)
- 2023: Magic Mike: The Last Dance (Magic Mike’s Last Dance)
- 2023: The Kill Room
- 2025: Nonnas

## Auszeichnungen
- 2011: Saturn Award, Bester Gaststar im Fernsehen (Best Guest Starring Role on Television), für: True Blood
- 2011: Scream Award, Bester männlicher Newcomer (Best Breakout Performance – Male), für True Blood